# Stazione di Stezzano
Stazione di Stezzano vasútállomás Olaszországban, Lombardia régióban, Stezzano településen.

## Vasútvonalak
Az állomást az alábbi vasútvonalak érintik:
- Milánó–Bergamo-vasútvonal

## Kapcsolódó állomások
A vasútállomáshoz az alábbi állomások vannak a legközelebb:
- Stazione di Levate
- Stazione di Bergamo